# Santa Rosa las Limas II
Santa Rosa las Limas II är en ort i Mexiko.   Den ligger i kommunen Tonalá och delstaten Chiapas, i den sydöstra delen av landet, 700 km sydost om huvudstaden Mexico City. Santa Rosa las Limas II ligger 23 meter över havet och antalet invånare är 160.
Terrängen runt Santa Rosa las Limas II är platt åt sydväst, men åt nordost är den kuperad. Runt Santa Rosa las Limas II är det ganska glesbefolkat, med 50 invånare per kvadratkilometer. Närmaste större samhälle är Tonalá, 6,8 km nordost om Santa Rosa las Limas II. Omgivningarna runt Santa Rosa las Limas II är en mosaik av jordbruksmark och naturlig växtlighet.